# Fliseryd
Fliseryd est une localité de Suède dans la commune de Mönsterås située dans le comté de Kalmar.
Sa population était de 729 habitants en 2019.